# 얀 2세 카지미에시 바사
얀 2세 카지미에시 바사(폴란드어: Jan II Kazimierz Waza, 리투아니아어: Jonas Kazimieras Vaza 요나스 카지미에라스 바자, 1609년 3월 22일 ~ 1672년 12월 16일)는 폴란드의 국왕(재위: 1648년 11월 ~ 1668년 9월 16일)이다. 스웨덴의 왕위를 노리기 위해 스웨덴, 러시아, 우크라이나, 타타르족에 대항하면서 일으킨 전쟁에서 폴란드의 영토를 잃은 사건으로 알려졌다.
지그문트 3세 바사의 둘째 아들로 30년 전쟁에 참전하여 프랑스에 대항하는 데 합스부르크 편에서 싸웠으며, 1635년 스페인에 제독의 직무를 가정으로 가던 중, 프랑스군에게 체포되어 2년간 투옥되었다. 석방 후에 군사적 생활을 결정하였고, 1646년 예수회 수련수사가 되었으나 그해 후반에 그직을 사임하였다.
1648년 5월 그의 형 브와디스와프 4세 바사가 사망하자, 그 몇달 후에 그 뒤를 이어 폴란드 국왕 자리에 오르며, 형의 미망인 루드비카 마리아 곤자가(프랑스어 이름은 마리 루이즈 고자그-네브르)와 결혼하였다.
얀 2세는 협상에 의하여 흐멜니츠키 봉기를 비롯한 우크라이나의 카자크가 일으킨 무장 반란을 끝내려 했으나, 자신들의 우크라이나 통치를 늘이기를 원하였던 폴란드의 귀족들에 의하여 전쟁을 계속하는 것에 강요되었다. 1651년 6월 28일부터 2일 동안에 코사크족과 그들의 타타르족 동맹군을 꺾었다. 그러나 코사크족이 자신들을 러시아의 차르에게 군사적 도움의 송환을 제출하면서 전쟁이 새로이 시작되었다.
폴란드의 군대가 동부 국경 지대에서 싸우는 동안에 스웨덴의 군대들이 서부로부터 침입하여 1655년 10월 안으로 폴란드 땅의 대부분을 차지하였다. 얀 2세는 망명하였으나 1656년 폴란드의 농민들과 상류 집안들이 스웨덴 통치에 대항하며 반란을 일으켰을 때 귀국하였다. 1660년 스웨덴과의 전쟁에 결말을 맺으면서, 그의 권리를 스웨덴 왕좌와 리보니아 북부에 기권하여야 했다.
1667년 폴란드는 러시아와 휴전에 조인하여, 스몰렌스크와 드네프르강 동부의 우크라이나 전체를 러시아에 할양하였다. 외부의 전쟁과 국회에 의하여 일어난 반란을 향하는 데 질색을 느낀 그는 1668년 9월 16일에 퇴위하고 프랑스로 건너가 1672년 12월 16일 그곳에서 사망할 때까지 생제르맹의 명예 대수도원장을 지냈다.